# Steven Zaloga

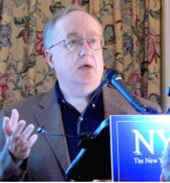
Steven Zaloga na konferencji w Nowym Yorku, w 2014

Steven J. Zaloga (ur. 1952 w Pittsfield) – amerykański historyk, konsultant do spraw obrony, znany autor publikacji z zakresu techniki wojskowej. 

## Życiorys
Posiada tytuł zawodowy bachelor’s degree historii Uniwersytetu Union College oraz magistra historii Uniwersytetu Columbia w Nowym Jorku.
Jest wieloletnim współpracownikiem angielskiego wydawnictwa specjalizującego się w tematyce militarnej Osprey Publishing. Wydał wiele książek zajmujących się współczesną techniką wojskową, a szczególnie czołgami sowieckimi oraz produkowanymi w WNP, a także wojną pancerną. Zajmuje się też modelarstwem. Częsty współpracownik redakcji brytyjskiego magazynu modelarskiego Military Modelling, członek stowarzyszenia modelarskiego Armor Modeling and Preservation Society.
Kilka książek Zalogi ukazało się w języku polskim w ramach polskojęzycznej edycji serii wydawnictwa Osprey „Wielkie bitwy II wojny światowej”, m.in.: „Wyzwolenia Paryża. Wyścig ku Sekwanie”.

## Wydane publikacje
- 1980: Modern Soviet Armor: Combat Vehicles of the USSR and Warsaw Pact Today (Prentice/Hall. ISBN 0-13-597856-4)
- 1982: Modern American Armor: Combat Vehicles of the United States Army Today (Londyn: Arms & Armour Press. ISBN 0-85368-248-8)
- 1983: (wraz z Jamesem Grendsenem) T-34 in Action (Carrollton: Squadron/Signal. ISBN 0-89747-112-1)
- 1984: (wraz z Jamesem Grandsenem) Soviet Tanks and Combat Vehicles of World War Two (Londyn: Arms and Armour Press. ISBN 0-85368-606-8)
- 1985: (wraz z Jamesem Grandsenem) Soviet Heavy Tanks (London: Osprey Publishing. ISBN 0-85045-422-0)
- 1989: Red Thrust: Attack on the Central Front, Soviet Tactics and Capabilities in the 1990s (Macmillan. ISBN 0-89141-345-6)
- 1993: T-72 Main Battle Tank 1974-93 (Oxford: Osprey Publishing. ISBN 1-85532-338-9)
- 1994: (wraz z Peterem Sarsonem) T-34 Medium Tank 1941–45 (Oxford: Osprey Publishing. ISBN 1-85532-382-6)
- 1996: (wraz z Peterem Sarsonem) KV-1 & 2 Heavy Tanks 1939–1945 (Oxford: Osprey Publishing. ISBN 1-85532-496-2)
- 1996: Bagration 1944: The Destruction of Army Group Centre (Oxford: Osprey Publishing. ISBN 978-1-85532-478-7)
- 1996: (wraz z Jimem Kinnearem) T-34-85 Medium Tank 1944–94 (Oxford: Osprey Publishing. ISBN 1-85532-535-7)
- 1997: (wraz z Jimem Kinnearem, Andriejem Akseniowem i Aleksandrem Koszczawdżewem) Soviet Tanks in Combat 1941–45: The T-28, T-34, T-34-85, and T-44 Medium Tanks (Hong Kong: Concord Publication. ISBN 962-361-615-5)
- 2002: The Kremlin’s Nuclear Sword: The Rise and Fall of Russia’s Strategic Nuclear Forces, 1945-2000 (Smithsonian. ISBN 1-58834-007-4)
- 2004: T-54 and T-55 Main Battle Tanks 1944-2004 (Londyn: Osprey Publishing. ISBN 1-84176-792-1)
- 2006: Scud Ballistic Missile and Launch Systems 1955-2005 (Londyn: Osprey Publishing. ISBN 1-84176-947-9)
- 2009: Overlord: The D-Day Landings (Oxford: Osprey Publishing. ISBN 978-1-84603-424-4)
- 2009: Modeling US Armor of World War 2 (Oxford: Osprey Publishing. ISBN 978-1-84603-398-8)